# Christian August Lorentzen

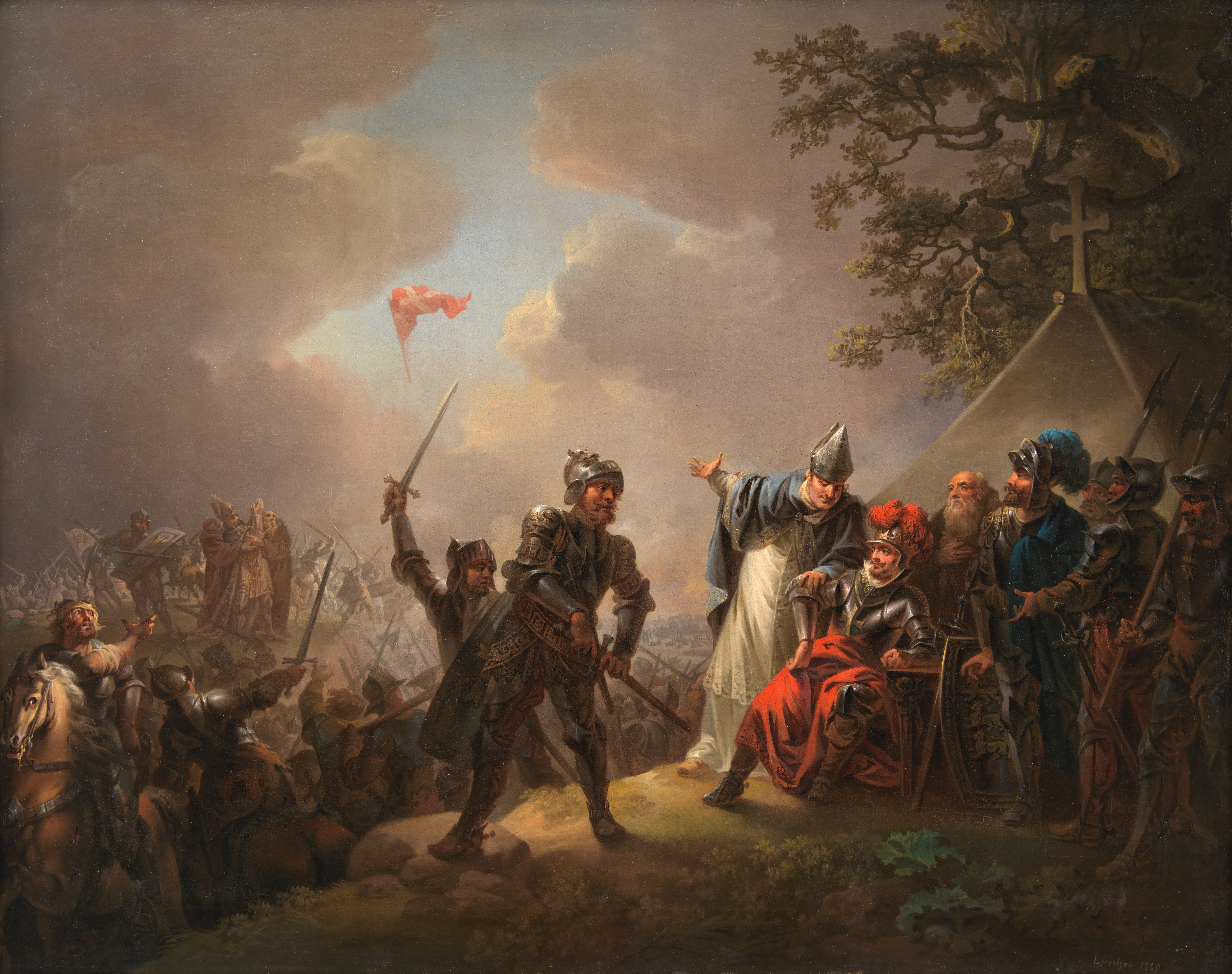
Lorentzens tolkning av hur Dannebrogen föll ned från himlen 1219.

Christian August Lorentzen, född den 10 augusti 1749 i Sønderborg på Als, död den 8 maj 1828 på Charlottenborgs slott, var en dansk porträttmålare.
Lorentzen antogs vid Konstakademin i Köpenhamn, men erhöll inga medaljer därifrån. Efter denna mediokra start på sin konstkarriär vann han däremot stor framgång som porträttmålare, och fick medel till en längre utlandsresa (1779-82) då han besökte Holland, Belgien och Frankrike (däremot troligen inte Italien, som annars var ett självskrivet resmål för den tidens konstnärer). Han var vid sidan om Jens Juel en mycket eftersökt porträttmålare, även om samtiden förstod att uppskatta Juel långt högre.
Även om Lorentzens betydelse idag är liten intar han är särställning i den danska konsthistorien. På samma sätt som hans utbildning avvek från det gängse kunde han som utvecklad konstnär bryta nya vägar och vara en viktig förlöpare för den utveckling som den danska konsten senare tog i nationalromantisk riktning.
Hans och Pauelsens historiska målningar och landskap var betydelsefulla verk i 1700-talets strävanden att återge fäderneslandets historia och natur. Bland Lorentzens nationalromantiska och på sin tid mycket välkända verk finns Wismars Belejring, Hertha, Christian IV i Slaget ved Femern, Slaget ved Volmer och Slaget paa Reden 2. April, som alla reproducerades som kopparstick. 
Också genremåleriet hade en produktiv förlöpare i Lorentzen. Han målade ett flertal verk på kungligt uppdrag till teatern eller Rosenborg, men också vardagsbilder som Husar og Valbykone, Dyrehaven i fuldt Liv, En Landsbysmedje och liknande motiv. Särskild uppmärksamhet väckte de sammanlagt 30 mindre bilder som han målade på uppdrag av grosshandlaren (senare redaktören) M. L. Nathanson som illustrationer till Ludvig Holbergs komedier. Målningarna ingick i en praktutgåva av Holbergs Den danske Skueplads.
Lorentzen blev 1803 professor vid Modelskolen efter Juel och 1809-10 akademins direktör efter Abildgaard. Han erhöll en ständigt större pension från kungens kassa och levde ogift på Charlottenborg till sin död.